# تورغار
تورغار یا ثورغار (به سغدی: twrγ'r، به چینی: 咄曷 Duō-hé)، حاکمی از سغد (با لقب اخشید) در فرارود (ماوراءالنهر) و جانشین پدرش غورک در دوران حمله مسلمانان به فرارود بود. او آخرین فرمانروای سمرقند و مناطق اطراف آن از حدود سال ۷۳۸ تا حداکثر سال ۷۵۵/۵۷ بود، تا زمانی که اعراب کنترل کامل منطقه را به دست گرفتند. او یک اخشید بود، لقبی شاهزاده‌ای برای حاکمان ایرانی‌تبار سغد و شاهزاده‌نشین فرغانه در ماوراءالنهر در دوران پیش از اسلام و اوایل اسلام.
تورغار سکه‌هایی با نام خود در حاشیه آنها ضرب کرد. او آخرین حاکم اخشید بود که سکه ضرب کرد. بسیاری از سکه‌های او در کاوش‌های پنج‌کند پیدا شد.
تورغار جانشین غورک بود که در دوره پس از پادشاه مشهور دیواشتیچ حکومت می‌کرد. به نظر می‌رسد حکومت تورغار، تحت نظارت نسبتاً خیرخواهانه نصر بن سیار، فرماندار مسلمان اموی، دوره نسبتاً مرفهی را پشت سر گذاشته است. این امر تا زمان شورش ابومسلم خراسانی و تأسیس سلسله عباسی ادامه یافت، پس از آن سغدیان مجبور به گرویدن به اسلام شدند.

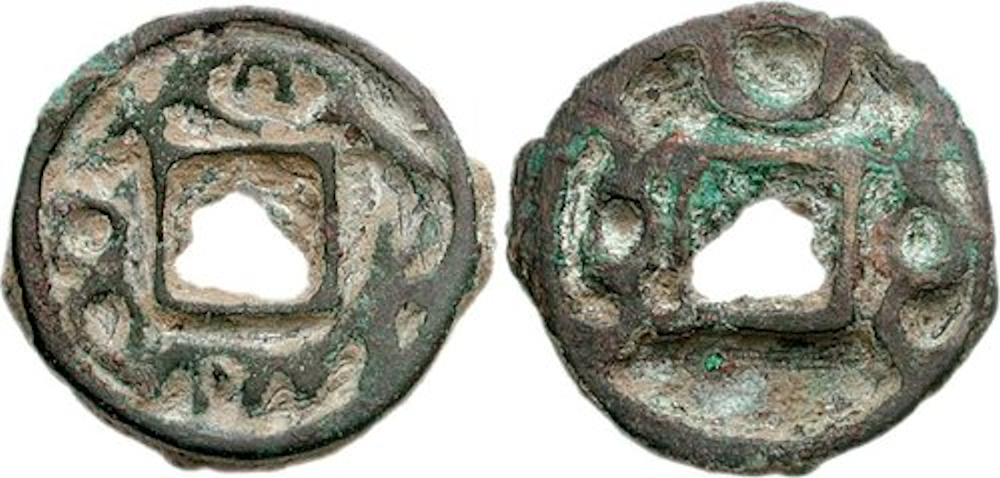
سکه دیگری از تورغار، به سبک چینی. با نوشته سغدی و مهر و هلال در اطراف حفره مربع مرکزی. حدود ۷۳۸-۷۵۵ میلادی.